# Osca
Osca (aragonès: Uesca, castellà: Huesca, totes dues denominacions oficials) és una ciutat aragonesa, capital de la província d'Osca.

## Geografia
És situada a la vall de l'Ebre, a tocar del riu Isuela, davant de les serres exteriors dels Pirineus.

## Clima
El clima d'Osca és continental amb trets mediterranis. Es caracteritza per les importants diferències tèrmiques anuals, per la (algunes vegades) intensa boira, i pel fort vent. Les precipitacions són abundants en els mesos que comprenen des de l'octubre fins a l'abril. Els mesos d'estiu són els més secs, únicament amb alguna tempesta ocasional. Les temperatures poden, a l'estiu, ser altes, i poden arribar fins a 35 °C (39 °C: agost de 1919). A l'hivern poden arribar als -6 °C (-14 °C: gener de 1967). A l'hivern no és estrany veure algun dia neu a Osca, ja que la probabilitat s'estén des de l'octubre fins a l'abril (21 nevades l'any 1918).

## Història
En l'antiguitat, els ibers (concretament, els ilergets) ocupaven la regió abans de l'arribada dels romans. En aquella època la ciutat s'anomenava Bolskan, i ja s'hi encunyava moneda al segle ii aC.
Al segle i aC Osca ja era una ciutat plenament romanitzada que portava el nom d'Osca. Fou capital de la Hispània de Quint Sertori revoltada contra la República de Roma i se suposa que Sertori va morir a la ciutat.
Fou elevada a la categoria de municipi per August l'any 30 aC, depenent fins aleshores de Cesaragusta. Plini situa la ciutat a la regió anomenada Vescitània, de districte desconegut. Va ser colònia romana. Probablement, és la mateixa ciutat que Estrabó anomena Ileoscan. Es creu que tenia mines de plata, cosa que Florez posa en dubte.
Després de l'etapa visigoda i la invasió àrab, Osca fou controlada pels musulmans, que l'anomenaren Waixqa. Frontera enfront dels regnes cristians del nord, hi foren insistents els intents de setge, cosa que va convertir la ciutat en una base militar de primer ordre. Abu Taur, Bahaluc i Azam són esmentats com a valins d'Osca que es van sotmetre als francs el 778, 796 i 799.
L'any 1094 el rei cristià Sanç I d'Aragó i Pamplona va intentar conquerir la ciutat construint-hi el castell de Montearagón, però va morir en rebre una fletxa mentre feia reconeixement de la muralla. La primavera del 1096 l'exèrcit cristià, amb el rei Pere I al front, assetjà la ciutat durant sis mesos. Osca fou lliurada al rei Sanç, vencedor de la batalla de les planes d'Alcoraz, tal com s'havia acordat amb el cabdill de la taifa de Saragossa Ahmed II Ibn Yusuf al-Mustain.

## Demografia
| 1900   | 1910   | 1930   | 1940   | 1950   | 1960   | 1970   | 1981   | 1986   | 1992   | 1999   | 2004   | 2008   |
| ------ | ------ | ------ | ------ | ------ | ------ | ------ | ------ | ------ | ------ | ------ | ------ | ------ |
| 12.626 | 12.419 | 14.632 | 17.730 | 21.332 | 24.377 | 33.185 | 44.372 | 40.736 | 44.478 | 45.627 | 47.923 | 51.117 |

## Administració
| Legislatura | Nom                            | Grup |
| ----------- | ------------------------------ | ---- |
| 1979-1983   | José Antonio Llanas Almudébar  | UCD  |
| 1983-1987   | Enrique Sánchez Carrasco       | PSOE |
| 1987-1991   | Enrique Sánchez Carrasco       | PSOE |
| 1991-1995   | Enrique Sánchez Carrasco       | PSOE |
| 1995-1999   | Luis Acín Boned (95-97)        | PAR  |
| 1995-1999   | José Luis Rubió Gracia (97-99) | PP   |
| 1999-2003   | Fernando Elboj Broto           | PSOE |
| 2003-2007   | Fernando Elboj Broto           | PSOE |
| 2007-2010   | Fernando Elboj Broto           | PSOE |
| 2010-2011   | Luis Felipe Serrate            | PSOE |
| 2011-2015   | Ana Alós López                 | PP   |

### Actual distribució de l'ajuntament
| Partits polítics a l'Ajuntament d'Osca   |          |
| Partit polític                           | Regidors |
| Partido Popular de Aragón (PP)           | 11       |
| Partido Socialista Obrero Español (PSOE) | 9        |
| Chunta Aragonesista (CHA)                | 2        |
| Partido Aragonés (PAR)                   | 2        |
| Izquierda Unida (IU)                     | 1        |

## Monuments

### Monuments religiosos

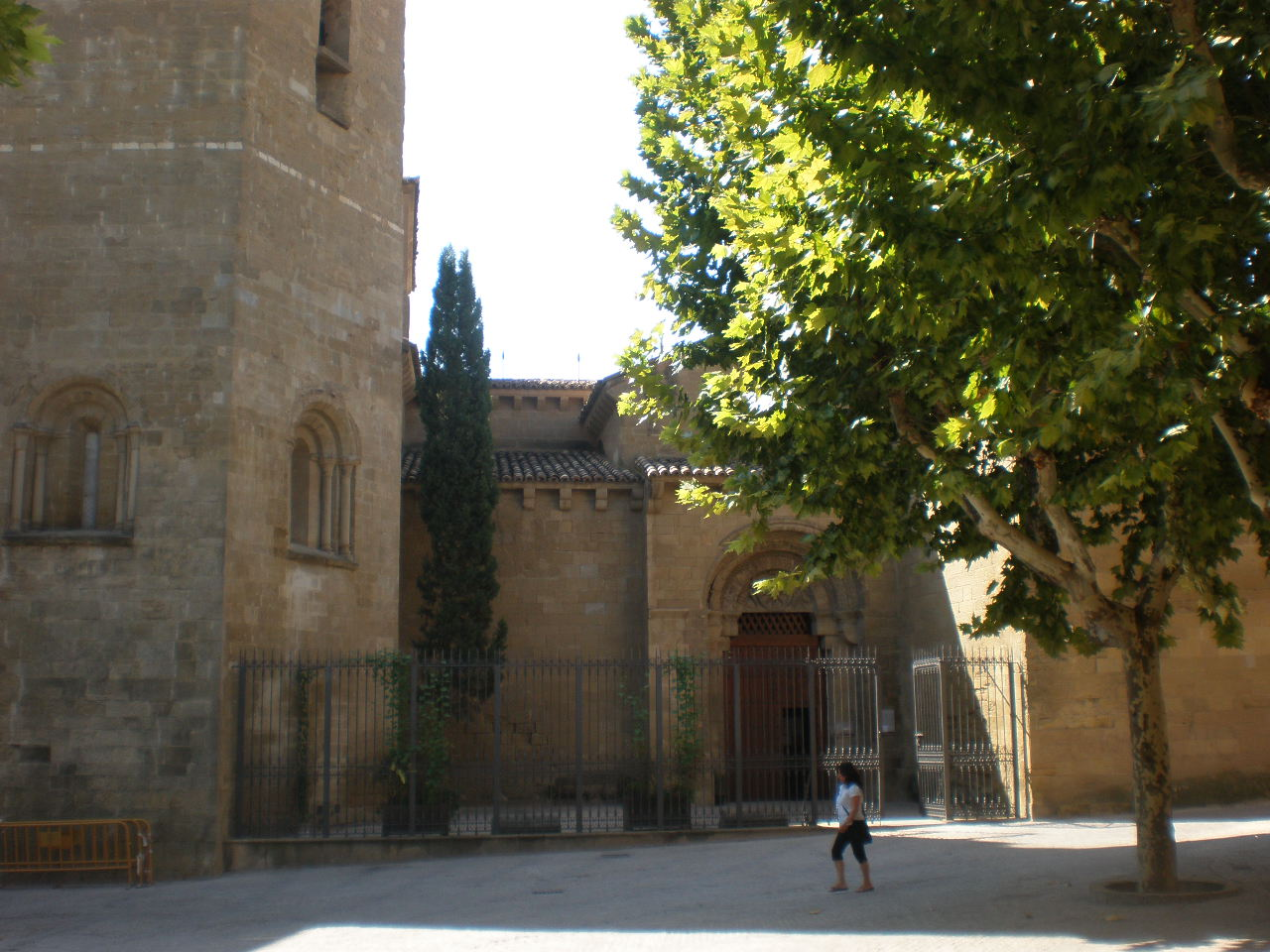
Església de Sant Pere el Vell

- Catedral d'Osca: Jaume I n'inicià la construcció sobre les restes de la mesquita Misleida a finals del segle xiii. És d'estil gòtic i presenta tres naus amb capelles laterals. A la portada poden admirar-se les figures dels apòstols tallades en pedra.
- Església de Sant Pere el Vell: el temple és una església romànica reformada el segle xvii. El seu claustre data de l'any 1140.
- Església de Sant Llorenç (s. XVII-XVIII).
- Església de Sant Domènec, d'estil barroc.
- Església de la Companyia —Sant Vicenç—, del segle xvii.
- Ermita de Ntr. Sra. de Salas-M.H.A., romànic i barroc.
- Ermita de Loreto-M.H.A., bressol de sant Llorenç segons la tradició.
- Ermita de Sant Jordi —s. XVI—, en record de la Batalla d'Alcoraz.
- Ermita de les Màrtirs.
- Ermita de Santa Llúcia.
- Ermita de Jara —en ruïnes.
- Sant Miquel, torre romànica i capçalera gòtica.
- Santa Maria de Foris, romànic de transició.
- Santa Creu —Seminari—, romànica en origen.

### Monuments civils
- Ajuntament: bon exemple de casa consistorial aragonesa del segle xvi.
- Muralles, des del carrer Costa fins a la plaça de toros, amb trets islàmics i afegits posteriors.
- Edificis civils dels segles XVI al XVII són les cases de Climent -Santa Anna- Oña, Claver, Aísa, i palau de Villahermosa.
- Segle XX: Casino Municipal, Escorxador, Correus i Delegació d'Hisenda.

## Cultura
- Museu Diocesà.
- Museu Provincial.
- Museu Arqueològic.
- Museu d'Art Contemporani de l'Alt Aragó.
- Museu Pedagògic de la Pesca.

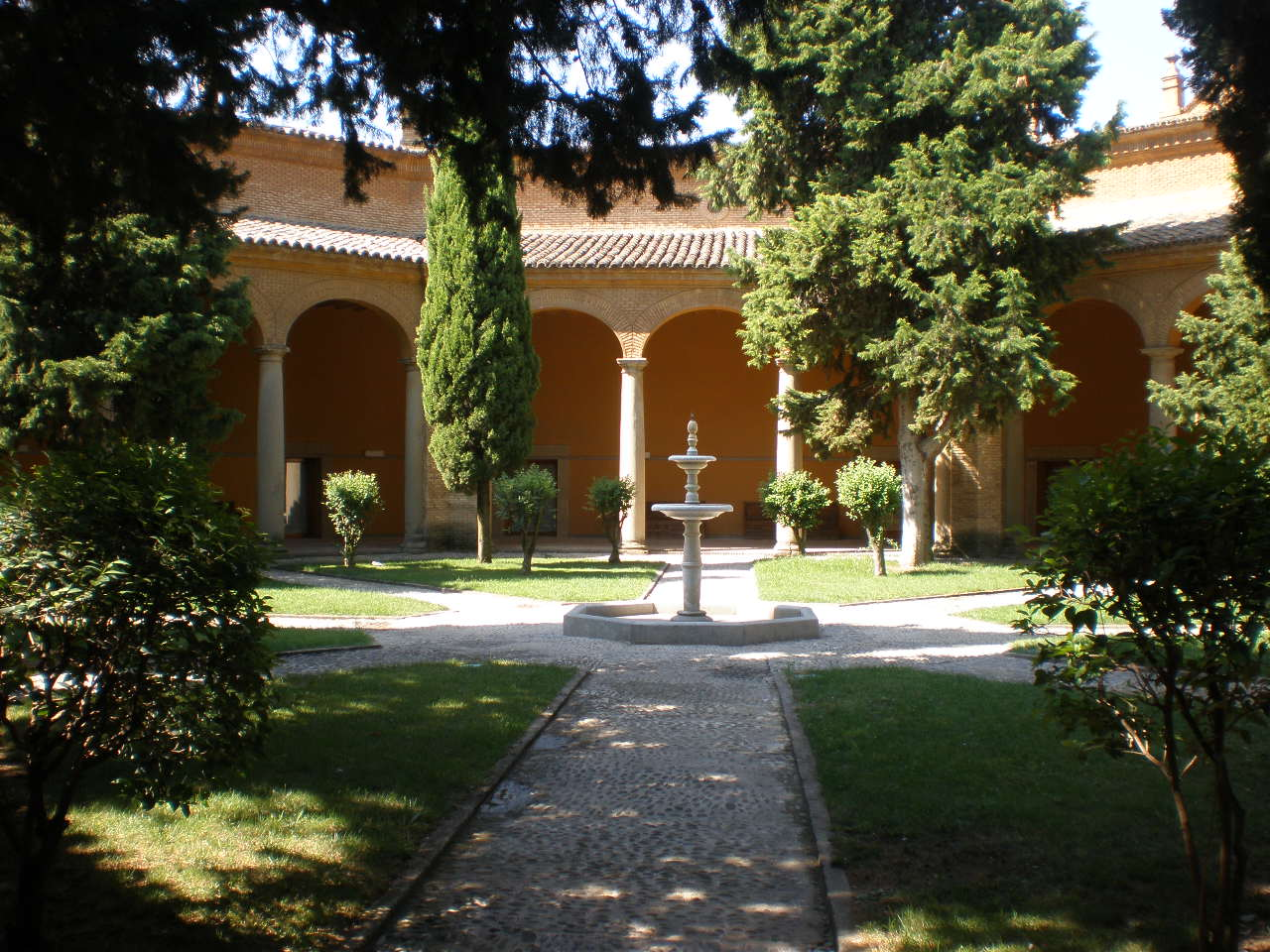
Museu Provincial

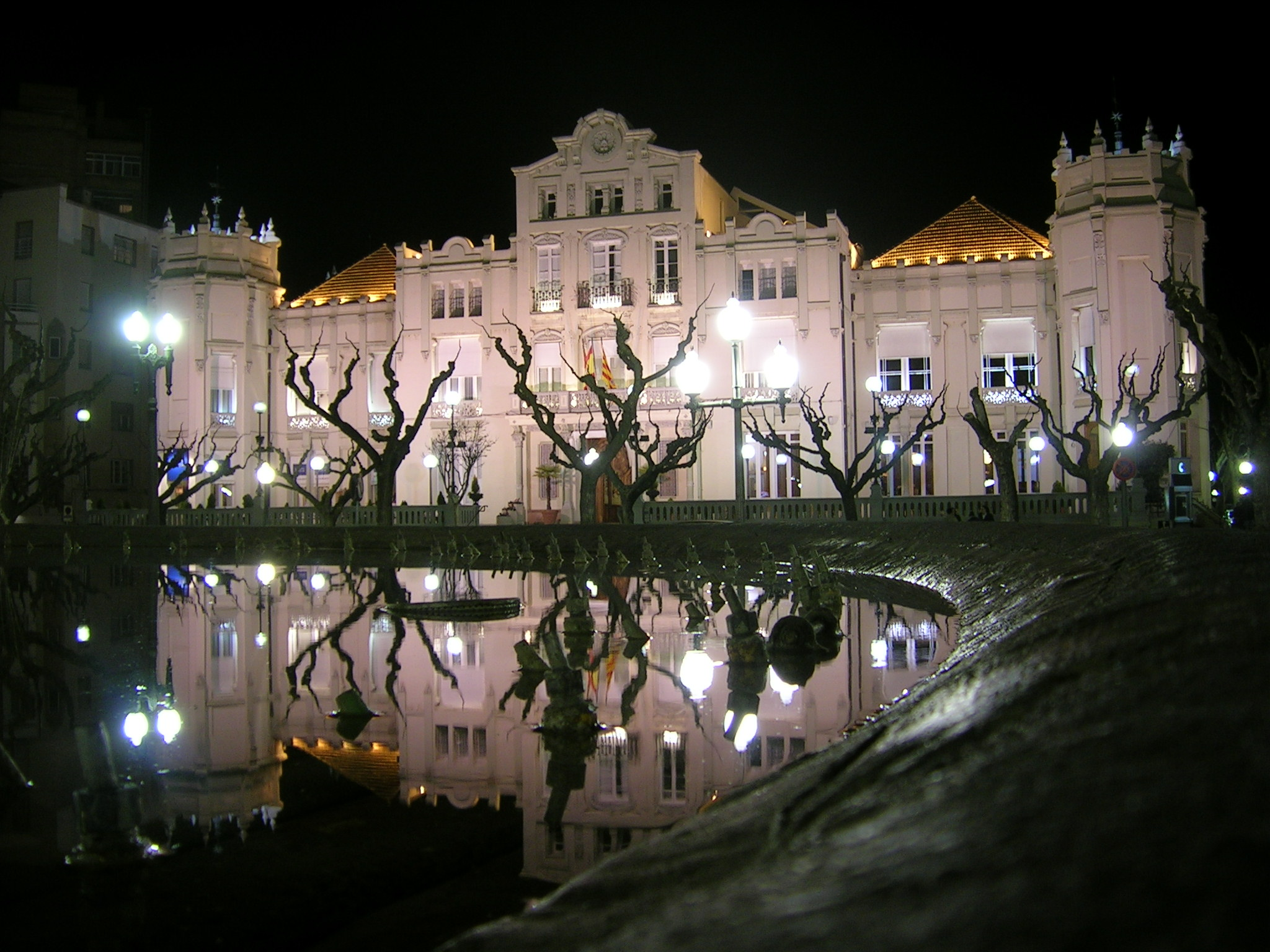
Cercle Oscense

- Huesca es un cuento. Festival Internacional de l'Oralitat.
- Perifèries.
- Fira de Teatre.
- Okupart.
- Festival de Cinema.
- Fototeca de la Diputació Provincial d'Osca.
- Congrés de Periodisme digital.
- Les festes de Sant Llorenç i la Setmana Santa, declarades festes d'interès turístic.

## Festes
- 22 de gener, en honor de Sant Vicenç.
- 23 d'abril, en honor de Sant Jordi.
- Del 9 al 15 d'agost, en honor de Sant Llorenç.